# قبأوية
القبأوية (الاسم العلمي: Poeae) هي قبيلة من النباتات تتبع الفصيلة النجيلية من رتبة القبئيات.

## أجناس القبأوية
- السيسلرية